# Million Eyes
Million Eyes is een single van de Belgische zanger Loïc Nottet die uit werd gebracht op 27 oktober 2016 en op het album Selfocracy, dat uitkwam in 2017, staat. Het nummer haalde de hitlijsten in België, Frankrijk en Zwitserland. In België werd het een gouden plaat, in Frankrijk platina.

## Noteringen
| Single met hitnotering(en) in de Vlaamse Ultratop 50 | Datum van verschijnen | Datum van binnenkomst | Hoogste positie | Aantal weken | Opmerkingen |
| ---------------------------------------------------- | --------------------- | --------------------- | --------------- | ------------ | ----------- |
| Million Eyes                                         | 27-10-2016            | 12-11-2016            | 23(1wk)         | 13           |             |